# Lilly Daché
Lilly Daché, née vers 1898 à Bègles et morte le 31 décembre 1989 à Louveciennes, est une modiste française installée aux États-Unis.

## Biographie
Selon Daché, elle est née à Bègles, en France,,. Ses origines françaises sont parfois remises en question, conjecturant qu'elle est polonaise ou roumaine. Son année de naissance a été rapportée comme étant 1893, ou 1904 .
Bien qu'il soit dit qu'elle a émigré aux États-Unis en 1924,, le recensement américain de 1930 la rapporte comme étant entrée en 1919. De plus, selon la demande de naturalisation de son mari en 1940, il est déclaré qu'elle est née en Pologne et a émigré aux États-Unis le 25 septembre 1919. En outre, il a déclaré qu'elle avait divorcé de son premier mari, Russell Earl Carn — par qui elle avait obtenu sa citoyenneté américaine — à New York le 25 novembre 1930.
Lilly Daché commence sa carrière à New York en tant que vendeuse chez Macy's puis dans une chapellerie indépendante de l'Upper West Side, un quartier de Manhattan,. Lilly Daché et un collègue achètent le magasin de chapeaux indépendant. Quelques mois plus tard, Lilly Daché rachète le magasin à son collègue.
Les principales contributions de Daché à la chapellerie sont des turbans drapés, des chapeaux à bords moulés sur la tête, des demi-chapeaux, des casquettes à visière pour les travailleurs de la guerre, des bérets à pointe conique, des snoods colorés avec des fleurs, des voiles et des nœuds,, et des formes romantiques de fleurs assemblées,,.
En dépit de l'impact sur l'économie américaine de la Grande Dépression et de la Seconde Guerre mondiale, l'entreprise de Lilly Daché prospère dans les années 1930 et 1940. Les chapeaux de Daché coûtaient plus de 20 $ à un moment où un chapeau pouvait être acheté pour seulement quelques dollars. Les chapeaux étaient toujours considérés comme un moyen rentable pour une femme de mettre à jour sa garde-robe. Elle était également bien connue pour fabriquer ses casquettes à visière et ses bérets à pointe conique pour les femmes travaillant dans les usines.
En 1937, Lilly Daché change de local pour un immeuble de neuf étages sur la East 56th Street, combinant ses ventes au détail, son commerce de gros, son atelier et son logement personnel. Le créateur Halston et le coiffeur Kenneth Battelle travaillent pour elle avant de se lancer à leur compte. Les estimations de la production annuelle de Lilly Daché s’élèvent à 30 000 chapeaux par an. En 1949, Lilly Daché crée des accessoires vestimentaires, des parfums et des bijoux fantaisie. Parmi ses clients célèbres figuraient Sonja Henie, Audrey Hepburn, Carole Lombard et Marlene Dietrich.
Non seulement sa marque était bien connue, mais Lilly Daché elle-même est devenue célèbre. Elle est l'invitée mystère d'un épisode du 28 août 1955 du jeu télévisé What's My Line? (La panéliste Arlene Francis devine finalement son identité). Le Jimmy Dorsey Orchestra lui fait également référence dans la chanson Tangerine.
Dans le film La Femme modèle, Marilla Brown, interprétée par Lauren Bacall, parie un chapeau de Lilly Daché.
Les livres de Lilly Daché incluent le Glamour Book de Lilly Daché (1956) et son autobiographie, Talking through My Hats (1946).
Lorsque Lilly Dache prend sa retraite en 1968, Loretta Young, une actrice américaine, achète ses trente derniers chapeaux.
Lilly Daché meurt à Louveciennes à l'âge de 91 ans, en 1989.

## Vie privée
En 1931, Lilly Daché épousa Jean Despres, né en France, qui était cadre dans la grande entreprise de cosmétiques et de parfums Coty, Inc. Ensemble, ils ont une fille, Suzanne.

## Récompenses
- Prix de la mode Neiman Marcus (1940)
- Prix Coty American Fashion Critics (1943)